# Contro ogni volontà
Contro ogni volontà è una miniserie televisiva del 1992 diretta da Pino Passalacqua.

## Produzione
È co-prodotta da aziende di tre diversi Paesi: dall'italiana Rai, dalla spagnola TVE e dalla tedesca Taurus Film.
Le due puntate hanno una durata di 90 ciascuna e furono trasmesse in prima visione su Raiuno il 2 e il 3 aprile del 1992.
Avendo una durata totale di 180 minuti, l'opera è talvolta classificata come un film.
La miniserie è interpretata da Elena Sofia Ricci, Giulio Scarpati, Ilaria Occhini, Mariano Rigillo, Isabel Russinova, Delia Boccardo, Héctor Alterio e Fabio Poggiali.
L'autore della colonna sonora è Fiorenzo Carpi.

## Trama
Francesca lascia la carriera di giornalista radiofonica dopo aver denunciato lo stupro in diretta per dedicarsi all'insegnamento sociale. Un giorno, riconosce un vecchio compagno di scuola nonché l'autore dello stupro e decide personalmente di denunciarlo e di mandarlo al processo.